# Србија на Зимским олимпијским играма 2010.
Србија је на Зимским олимпијским играма 2010, у Ванкуверу, Британска Колумбија у Канади учествовала први пут као самостална држава, са десет такмичара у 4 спорта.
На свечаном отварању заставу Србије носила је алпска скијашица Јелена Лоловић, на затварању пилот боба Вук Рађеновић

## Учесници по спортовима
| Спорт             | Мушкарци | Жене | Укупно |
| ----------------- | -------- | ---- | ------ |
| Алпско скијање    | 0        | 3    | 3      |
| Биатлон           | 1        | 0    | 1      |
| Боб               | 4        | 0    | 4      |
| Нордијско скијање | 1        | 1    | 2      |
| Укупно(4)         | 6        | 4    | 10     |

## Учесници по дисциплинама
| Спорт             | Датум    | Дисциплина      | Мушкарци | Жене | Укупно |
| ----------------- | -------- | --------------- | -------- | ---- | ------ |
| Алпско скијање    | 20.02    | Слалом          | 0        | 2    | 2      |
| Алпско скијање    | 24.02    | Велеслалом      | 0        | 2    | 2      |
| Алпско скијање    | 26.02    | Супервелеслалом | 0        | 2    | 1      |
| Биатлон           | 18.02    | Појединачно     | 1        | 0    | 1      |
| Биатлон           | 14.02    | Спринт          | 1        | 0    | 1      |
| Биатлон           | 16.02    | Потера          | 1        | 0    | 1      |
| Боб               | 26/27.02 | Четворосед      | 4        | 0    | 4      |
| Нордијско скијање | 15.02    | Трчање 10 км    | 0        | 1    | 1      |
| Нордијско скијање | 15.02    | Трчање 15 км    | 1        | 0    | 1      |
| Укупно(4)         |          | 9               | 8        | 7    |        |

## Алпско скијање

### Жене
| Такмичарка       | Дисциплина      | Резултати     | Резултати       | Резултати       | Резултати       | Резултати       |
| Такмичарка       | Дисциплина      | 1. вожња      | 2. вожња        | Укупно          | Заостатак       | Пласман         |
| ---------------- | --------------- | ------------- | --------------- | --------------- | --------------- | --------------- |
| Јелена Лоловић   | Слалом          | 1:05,67 (67)  | Није стартовала | Није стартовала | Није стартовала | Није стартовала |
| Јелена Лоловић   | Велеслалом      | 1:20,03 (39)  | 1:14,51 (32)    | 2:34,54         | 7,43            | 33 / 60 (86)    |
| Јелена Лоловић   | Супервелеслалом |               |                 | 1:26,67         | 6,53            | 30 / 38 (53)    |
| Невена Игњатовић | Слалом          | 55,27 (41)    | 55,21 (33)      | 1:50,48         | 7,59            | 32 / 55 (87)    |
| Невена Игњатовић | Велеслалом      | 1:20,04 (40)  | 1:17,47 (39)    | 2:37,51         | 10,40           | 39 / 60 (86)    |
| Невена Игњатовић | Супервелеслалом | Није завршила | Није завршила   | Није завршила   | Није завршила   | Није завршила   |
| Марија Трмчић    | Слалом          | Није завршила | Није завршила   | Није завршила   | Није завршила   | Није завршила   |

## Боб
Састав боба четвороседа Србије, је одређен пред полазак на игре. Двојицу стандардних чланова српског боба четвороседа Словенце Уроша Стегела и Дамјана Златнара који нису добили очекивано српско држављанство заменила су два атлетичара десетобојац Војводине Слободан Матијевић и спринтер Радничког из Крагујевца Милош Савић. Пошто Србија нема боб стазу, ни свој болид, морали су га изнајмити у Ванкуверу и тамо одржати први заједнички тренинг и наступ. Боб за тренинге је изнајмљен од Јапана, а за такмичење од екипе Лихтенштајна, која је морала одустати од такмичења због здравствених проблема чланова екипе.
| Такмичари                                                          | Дисциплина | Резултат      | Резултат      | Резултат      | Резултат      | Резултат        | Резултат     |
| Такмичари                                                          | Дисциплина | 1. вожња      | 2. вожња      | 3. вожња      | 4. вожња      | Укупно          | Пласман      |
| ------------------------------------------------------------------ | ---------- | ------------- | ------------- | ------------- | ------------- | --------------- | ------------ |
| Игор Шарчевић Милош Савић Слободан Матијевић Вук Рађеновић (пилот) | Четворосед | 52,37 (+1,48) | 52,40 (+1,54) | 52,84 (+1,65) | 52,74 (+1,38) | 3:30,35 (+5,89) | 18 / 21 (25) |

## Биатлон

### Мушкарци
| Такмичар         | Дисциплина  | Резултати            | Резултати            | Резултати            | Плас./учес.          |
| Такмичар         | Дисциплина  | Време                | Промашаји            | Заостатак            | Плас./учес.          |
| ---------------- | ----------- | -------------------- | -------------------- | -------------------- | -------------------- |
| Миланко Петровић | Појединачно | 59:44,0              | 7 (2+1+2+2)          | 11:21,5              | 87 / 88 (88)         |
| Миланко Петровић | Спринт      | 28:38,9              | 4 (1+3)              | 4:31,1               | 81 / 87 (88)         |
| Миланко Петровић | Потера      | Није се квалификовао | Није се квалификовао | Није се квалификовао | Није се квалификовао |

## Скијашко трчање

### Жене
| Име            | Дисциплина     | Резултат | Резултат  | Резултат     |
| Име            | Дисциплина     | Време    | Заостатак | Пласман/учес |
| -------------- | -------------- | -------- | --------- | ------------ |
| Белма Шмрковић | 10 км слободно | 35:47,4  | 10:49,0   | 78 / 78 (78) |

### Мушкарци
| Име            | Дисциплина     | Резултат | Резултат  | Резултат     |
| Име            | Дисциплина     | Време    | Заостатак | Пласман/учес |
| -------------- | -------------- | -------- | --------- | ------------ |
| Амар Гарибовић | 15 км слободно | 40:12,0  | 6:35,7    | 80 / 95 (96) |